# Salih Erinç
Salih Erinç (ur. 20 maja 1985) – turecki zapaśnik walczący w stylu wolnym. Akademicki mistrz świata w 2010. Zajął siódme miejsce w Pucharze Świata w 2010 roku.